# The Legend of Zelda: Oracle of Ages/Oracle of Seasons
The Legend of Zelda: Oracle of Seasons (engl. f. Orakel der Jahreszeiten; ゼルダの伝説 ふしぎの木の実 大地の章, Zeruda no Densetsu: Fushigi no Ki no Mi: Daichi no Shō, wörtlich: Die Legende von Zelda: Die Früchte des Baums der Mysterien: Erdkapitel) und The Legend of Zelda: Oracle of Ages (engl. f. Orakel der Zeitalter bzw. nach dem deutschen Spieltext Orakel der Zeit; jap. ゼルダの伝説 ふしぎの木の実 時空の章, Zeruda no Densetsu: Fushigi no Ki no Mi: Jikū no Shō, wörtlich: Die Legende von Zelda: Die Früchte des Baumes der Mysterien: Raum-und-Zeitkapitel) sind zwei Videospiele von Capcom aus dem Jahr 2001, welche für den Game Boy Color entwickelt wurden. Sie gehören zur Spielreihe The Legend of Zelda des japanischen Unternehmens Nintendo. Das Besondere an den gleichzeitig erschienenen Spielen ist die Möglichkeit, sie mit einem Passwort zu verbinden. Dieses Passwort erhält der Spieler, wenn er eines der beiden Spiele durchgespielt hat. Wenn er anschließend das zweite Spiel beginnt und das Passwort eingibt, werden zusätzliche Handlungsstränge und Spielinhalte freigeschaltet. Dies ist jedoch keine Notwendigkeit, auch einzeln sind die beiden Teile bereits vollwertige, eigenständige Spiele.

## Handlung

### The Legend of Zelda: Oracle of Seasons
Der niederträchtige General Onox entführt das „Orakel der Jahreszeiten“, die Tänzerin Din, und verbannt den Tempel der Jahreszeiten und den dort aufbewahrten Stab der vier Jahreszeiten in eine andere Welt. Ohne Din und den Stab gerät das Wetter im Land Holodrum völlig durcheinander, und Link macht sich zur Rettung auf. Dazu muss er die acht „Essenzen der Natur“ finden, um dem mächtigen Maku-Baum zu alter Stärke zu verhelfen.

### The Legend of Zelda: Oracle of Ages
Die böse Zauberin Veran nimmt das „Orakel der Zeit“, die Sängerin Nayru, gefangen. Mit ihrer Hilfe will sie die Vergangenheit ändern, um auf ewig die Macht über das Land Labrynna zu erlangen. Link – Protagonist des Spiels – muss die acht „Essenzen der Zeit“ finden, um mit Hilfe des Maku-Baumes Nayru und Labrynna zu retten.

### Gemeinsame Handlung
Beim Durchspielen eines der beiden Teile erhält der Spieler ein 20-stelliges Passwort. Dieses kann er zu Beginn des zweiten Teils eingeben, und so das Abenteuer mit dem alten Spielstand in der anderen Welt fortsetzen. Ein auf diese Weise gestartetes Spiel weist einige Veränderungen gegenüber dem normalen Spiel auf, zum Beispiel liegen einige Gegenstände an anderen Orten. Zusätzlich wird die Handlung um einen zusätzlichen Strang erweitert, der die Geschehnisse der beiden Spiele miteinander verbindet. So erfährt der Spieler, dass die Hauptantagonisten der beiden Teile, die Zauberin Veran und General Onox, in Wahrheit dem Ziel dienen, ein Ungeheuer namens Ganon zu erwecken. Der Charakter Ganon ist der Oberbösewicht in zahlreichen anderen Spielen der Zelda-Reihe und gilt als Erzfeind des Helden Link. Auch Prinzessin Zelda, von der die gesamte The-Legend-of-Zelda-Serie ihren Namen hat, taucht nur im passwortverbundenen Spiel auf.
Welches der beiden Spiele dabei zuerst gespielt wird, ist egal. Die Zusatzhandlung ist in beiden Teilen identisch und wird an dasjenige Spiel angehängt, das der Spieler als zweites beginnt. Offiziell ist Oracle of Seasons inhaltlich vor Oracle of Ages angesiedelt.

## Hintergrund
- Die Spiele verkauften sich zusammen rund acht Millionen Mal.[2]
- Von Capcom entwickelt und von Nintendo vertrieben, erschienen diese beiden Game-Boy-Color-Titel gleichzeitig im Jahr 2001. Da die Spiele zwar verbunden werden können, dies aber nicht zwingend ist, wurden die Teile einzeln verkauft. So ist es möglich, auch nur einen der beiden Teile zu spielen.
- Während man in Oracle of Seasons mit dem Stab der Jahreszeiten selbige beeinflussen kann, reist man in Oracle of Ages mit der Harfe der Zeit durch die Zeit. Neu sind außerdem verschiedene Reittiere, mit denen Link an verschiedene Orte gelangt, sowie diverse Ringe mit unterschiedlichen Kräften. Der Spieler sieht alles aus der Vogelperspektive, technisch orientieren sich die Spiele an The Legend of Zelda: Link’s Awakening, welches 1993 für den Game Boy erschien.
- Zu Beginn der Konzeption der Spiele war, unter Bezug auf die drei Göttinnen von Hyrule und das aus drei Teilen bestehende Triforce, auch ein dritter Teil dieser Spielereihe geplant. Dieser wurde allerdings aufgrund technischer Schwierigkeiten verworfen: das limitierte Passwortsystem zur Verbindung der Spiele, sowie die Wahl des Spielers, welchen der drei Teile er in welcher Reihenfolge spielen würde, und die notwendige Anpassung der drei Spiele auf jede dieser sechs möglichen Kombinationen zwangen die Entwickler zum Umdenken. Im April 2008 wurde als Aprilscherz das angebliche komplette Kartenmaterial des Spiels online gestellt. Es stellte sich heraus, dass die Karten sowie sämtliche Namen von Fans erdacht worden waren.
- Die tierischen Begleiter in beiden Teilen, der fliegende Bär Benny, das boxende Känguru Ricky und der schwimmende Dodongo Dimitri, gaben dem Spieler die Möglichkeit, einen von ihnen mit einer Flöte zu rufen. Dies wurde dadurch bestimmt, welchen dieser drei Begleiter der Spieler als erstes traf. Je nachdem, auf welchen Begleiter die Flöte festgelegt wurde, änderten sich auch einige Karten, die nur mit dem tierischen Begleiter überwunden werden konnten, auf die speziellen Fähigkeiten dieser Begleiter.

## Manga
The Legend of Zelda: Oracle of Seasons (jap.: Zeruda no Densetsu: Fushigi no Ki no Mi: Daichi no Shō, ゼルダの伝説 ふしぎの木の実 大地の章, wörtlich: Die Legende von Zelda: Die Früchte der Wunder: Erdkapitel) und The Legend of Zelda: Oracle of Ages (jap.: Zeruda no Densetsu: Fushigi no Ki no Mi: Jikū no Shō, ゼルダの伝説 ふしぎの木の実 時空の章, wörtlich: Die Legende von Zelda: Die Früchte der Wunder: Raum-und-Zeitkapitel) sind Manga-Adaption zu den gleichnamigen Spielen. Beide Einzelbände wurden vom Mangaka-Duo Akira Himekawa gezeichnet.
Im Gegensatz zu den in den Jahren zuvor veröffentlichten Manga zu den Spielen The Legend of Zelda: Ocarina of Time und The Legend of Zelda: Majora’s Mask enthalten Oracle of Seasons und Oracle of Ages keine Bonusgeschichten, Skizzen oder Worte der Zeichnerinnen.

### The Legend of Zelda: Oracle of Seasons
Der japanische Verlag Shogakukan veröffentlichte den Manga erstmals im Jahr 2001. In Deutschland ist The Legend of Zelda: Oracle of Seasons im Januar 2010 bei Tokyopop erschienen. VIZ Media veröffentlichte den Titel am 7. April 2009 in den USA.
The Legend of Zelda: Oracle of Seasons ist in zehn Kapitel unterteilt.

### The Legend of Zelda: Oracle of Ages
Shogakukan brachte den Manga im Jahr 2002 auf den japanischen Markt. In Deutschland erschien The Legend of Zelda: Oracle of Ages im März 2010 bei Tokyopop. VIZ Media veröffentlichte ihn am 2. Juni 2009 in den USA.
Oracle of Ages spielt laut dem Manga ein Jahr nach Oracle of Seasons.
The Legend of Zelda: Oracle of Ages ist in elf Kapitel unterteilt.